# Sy Ass Mandaw
Sy Ass Mandaw, né le 10 février 1989 à Dakar (Sénégal), est un footballeur international sénégalais évoluant au poste de défenseur central au Al-Adalah FC.

## Palmarès
- Champion du Maroc en 2016 avec le FUS Rabat
- Vainqueur de la Coupe du Maroc en 2014 avec le FUS Rabat
- Finaliste de la Coupe du Maroc en 2015 avec le FUS Rabat